# Чун-дон (станция метро, Пусан)
«Чун-дон» (кор. 중동) — подземная станция Пусанского метро на Второй линии. Она представлена двумя боковыми платформами. Станция обслуживается Пусанской транспортной корпорацией. Расположена в квартале Чун-дон административного района Хэундэ-гу города-метрополии  Пусан (Республика Корея). На станции установлены платформенные раздвижные двери.
Станция была открыта 29 августа 2002 года.
Рядом с станцией расположены:
- Средняя школа Тонбэк
- Начальная школа Синдо
- Средняя школа Синдо
- Высшая школа Синдо
- Юольница Хэундэ Сонсим
- Начальная школа Хэундэ
- Гипермаркет «E mart» в Хэундэ